# Paulo Herkenhoff
Paulo Estellita Herkenhoff Filho (Cachoeiro de Itapemirim, 1949) é um curador e crítico de arte brasileiro.

## Biografia
Herkenhoff foi um dos pioneiros da videoarte no Brasil durante a década de 70. Abandonou a carreira de artista visual e se tornou um dos mais destacados pesquisadores e curadores de arte brasileira. Foi Curador-Chefe do Museu de Arte Moderna do Rio de Janeiro, o MAM-RJ (1985-1999), Curador Adjunto no departamento de pintura e escultura do Museu de Arte Moderna de Nova York, o MoMA (1999-2002), Diretor-Geral do Museu de Belas Artes do Rio de Janeiro (2003-2006) e o foi o primeiro Diretor Cultural do Museu de Arte do Rio, o MAR. Além disso, foi Curador Geral da XXIV Bienal de São Paulo (1997 e 1999) e Consultor da IX Documenta de Kassel, na Alemanha (1991). Realizou curadorias consideradas centrais para a compreensão histórica das produções em arte brasileira e latino americana, como o Pavilhão brasileiro na 47ª Bienal de Veneza (1997), exposição de formato fundador realizada em instituição de prestígio mundial; foi curador geral da 24ª edição da Bienal de São Paulo (1998), “Um e/entre Outros”, conhecida como a Bienal Antropofágica, considerada uma das mais importantes exposições da década de 1990, contemplada inclusive com um dos livros da Coleção Exhibitions Histories, editada por uma das mais atuantes publicações sobre arte contemporânea, a Afterall. Curou também “Lucio Fontana”, no Centro Cultural do Banco do Brasil, Rio de Janeiro e São Paulo (2001) e “Tempo”, realizada no Museu de Arte Moderna, o MoMA, em Nova York (2002), que reuniu artistas de vários países em torno da temática temporal em suas percepções fenomenológicas e ficcionais - Herkenhof é um dos poucos brasileiros a ocupar um cargo de curador no MoMA. Durante os anos 2019 e 2020 foi professor catedrático da USP, no Instituto de Estudos Avançados.
Herkenhoff vive e trabalha no Rio de Janeiro.